# Алжир на Светском првенству у атлетици на отвореном 1983.
Алжир је учествовао на 1. Светском првенству у атлетици на отвореном 1983. одржаном у Хелсинкију од 7. до 14. августа. Репрезентацију Алжира представљало је 11 атлетичара (10 мушкараца и 1 жена) који се се такмичили у 8 атлетских дисциплина (7 мушких и 1 женска).
На овом првенству представници Алжира нису освојили ниједну медаљу а оборен је само једа лични рекорд.

## Учесници
| Бр. | Дисциплина     | Мушкарци                                   | Жене          | Укупно |
| --- | -------------- | ------------------------------------------ | ------------- | ------ |
| 1.  | 1.500 м        | Абдераман Морсели Амар Брахмија Мехди Едет |               | 3      |
| 2.  | 5.000 м        | Абдеразак Бунур                            |               | 1      |
| 3.  | 10.000 м       | Буалем Рахуи                               |               | 1      |
| 4.  | 20 км ходање   | Абделвахаб Фергуене Бенамар Качкоуче       |               | 2      |
| 5.  | Скок увис      | Отман Белфа                                |               | 1      |
| 6.  | Бацање кладива | Аким Туми                                  |               | 1      |
| 7.  | Седмобој       |                                            | Далила Тајеби | 1      |
| 8.  | Десетобој      | Дажа Ахмед Махур                           |               | 1      |
|     | Укупно (8)     | 10                                         | 1             | 11     |

## Резултати

### Мушкарци
| Атлетичар           | Дисциплина     | Лични рекорд | Квалификације | Квалификације | Четвртфинале         | Четвртфинале         | Полуфинале            | Полуфинале    | Финале                | Финале        | Детаљи |
| Атлетичар           | Дисциплина     | Лични рекорд | Резултат      | Место         | Резултат             | Место                | Резултат              | Место         | Резултат              | Место         | Детаљи |
| ------------------- | -------------- | ------------ | ------------- | ------------- | -------------------- | -------------------- | --------------------- | ------------- | --------------------- | ------------- | ------ |
| Абдераман Морсели   | 1.500 м        | 3:36,26      | 3:39,77       | 5. у гр. 4    |                      |                      | 3:39,88               | 8. пф. 1      | Није се квалификоваo  | 18. / 51 (32) |        |
| Амар Брахмија       | 1.500 м        | 3:37,63      | 3:42,75       | 10. у гр. 3   | Није се квалификоваo | Није се квалификоваo | Није се квалификоваo  | 16. / 50 (52) |                       |               |        |
| Мехди Едет          | 1.500 м        | 3:36,69      | НС            | НС            | БП                   | БП                   | БП                    | БП            |                       |               |        |
| Абдеразак Бунур     | 5.000 м        |              | 13:57,93 ЛР   | 10. у гр. 1   | 14:00,78             | 13. у пф. 1          | Нису се квалификовали | 24. / 30 (33  |                       |               |        |
| Буалем Рахуи        | 10.000 м       | 28:34,79     | 29:10,95      | 10. у гр. 1   |                      |                      |                       |               | 28. / 34 (36)         |               |        |
| Абделвахаб Фергуене | 20 км ходање   |              |               |               |                      |                      |                       |               | 1:29:53               | 35 / 55 (62)  |        |
| Бенамар Качкоуче    | 20 км ходање   |              | 3:42,75       | 45 / 55 (62)  |                      |                      |                       |               |                       |               |        |
| Отман Белфа         | скок увис      |              | 2,15          | 5. у гр. 1    |                      |                      |                       |               | Нису се квалификовали | 22. / 36 (38) |        |
| Хакин Туми          | бацање кладива |              | 65,54         | 14. у гр. 1   | 25. / 29 (33)        |                      |                       |               | Нису се квалификовали |               |        |

#### Десетобој
| Атлетичар | 100 м | Даљ  | Кугла | Вис | 400 м | 110 м пр. | Диск | Мотка | Копље | 1.500 м | Укупно | Пласман | Белешка |
| --------- | ----- | ---- | ----- | --- | ----- | --------- | ---- | ----- | ----- | ------- | ------ | ------- | ------- |
| Џон Крист | 11,64 | 6,69 | БП    | НС  |       |           |      |       |       |         |        | БП      |         |

### Жене

#### Седмобој
| Атлетичарка   | Дисциплина | 100 м пр. | Вис  | БКу  | 200 м | Даљ  | БКо   | 800 м   | Укупно | Пласман       | Белешка |
| ------------- | ---------- | --------- | ---- | ---- | ----- | ---- | ----- | ------- | ------ | ------------- | ------- |
| Далила Тајеби | Резултат   | 15,55     | 1,65 | 9,95 | 25,72 | 5,71 | 26,46 | 2:31,55 | 4.976  | 19. / 20 (26) | [ 1 ]   |